# مزدا سی‌ایکس-۴
مزدا سی‌ایکس-۴ (انگلیسی: Mazda CX-4) یک خودرو کامپکت کراس اوور است که در آوریل ۲۰۱۶ در نمایشگاه خودرو پکن معرفی شد. این خودرو به‌طور انحصاری توسط سرمایه‌گذاری مشترک مشترک بین فاو مزدا در چین تولید و فروخته می‌شود. سی‌ایکس-۴ در رده بالاتر از مزدا سی‌ایکس-۳ قرار گرفته، مشخصات خودرو در حالی که از نظر اندازه مشابه سی‌ایکس-۵ می‌باشد، بیشتر شبیه به یک استیشن واگن است. سی‌ایکس-۴ با دو موتور SKYACTIV چهارسیلندر خطی ۲٫۰ لیتری (PE-VPS) و ۲٫۵ لیتری (PY-VPS) ارائه می‌شود.
در ژانویه ۲۰۱۸، شرکت چینی زوتی اوتو از کراس اوور خود با نام Traum MA501 رونمایی کرد که شباهت زیادی به سی‌ایکس-۴ دارد.

## نگارخانه

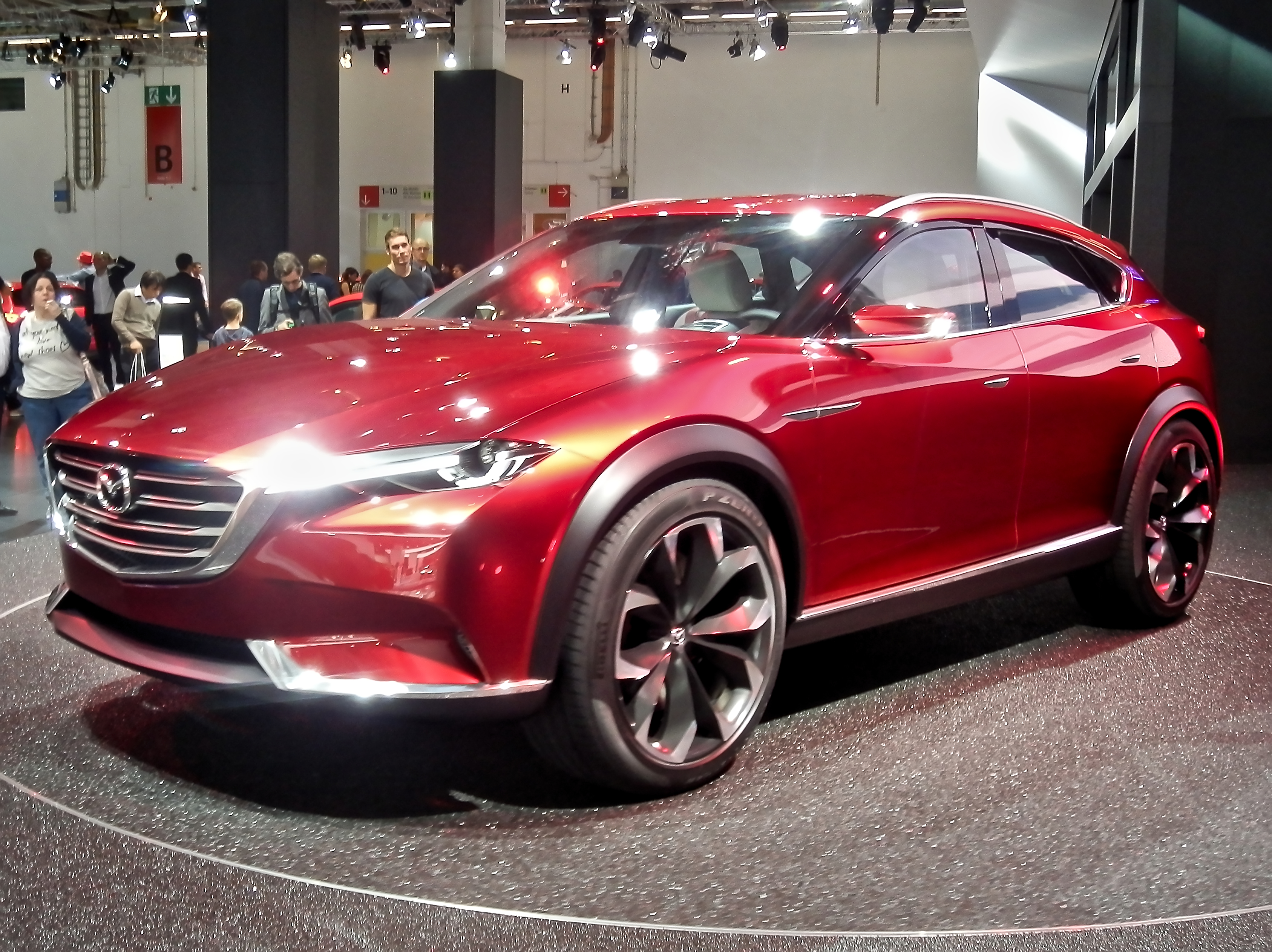
در نمایشگاه بین‌المللی خودروی آلمان
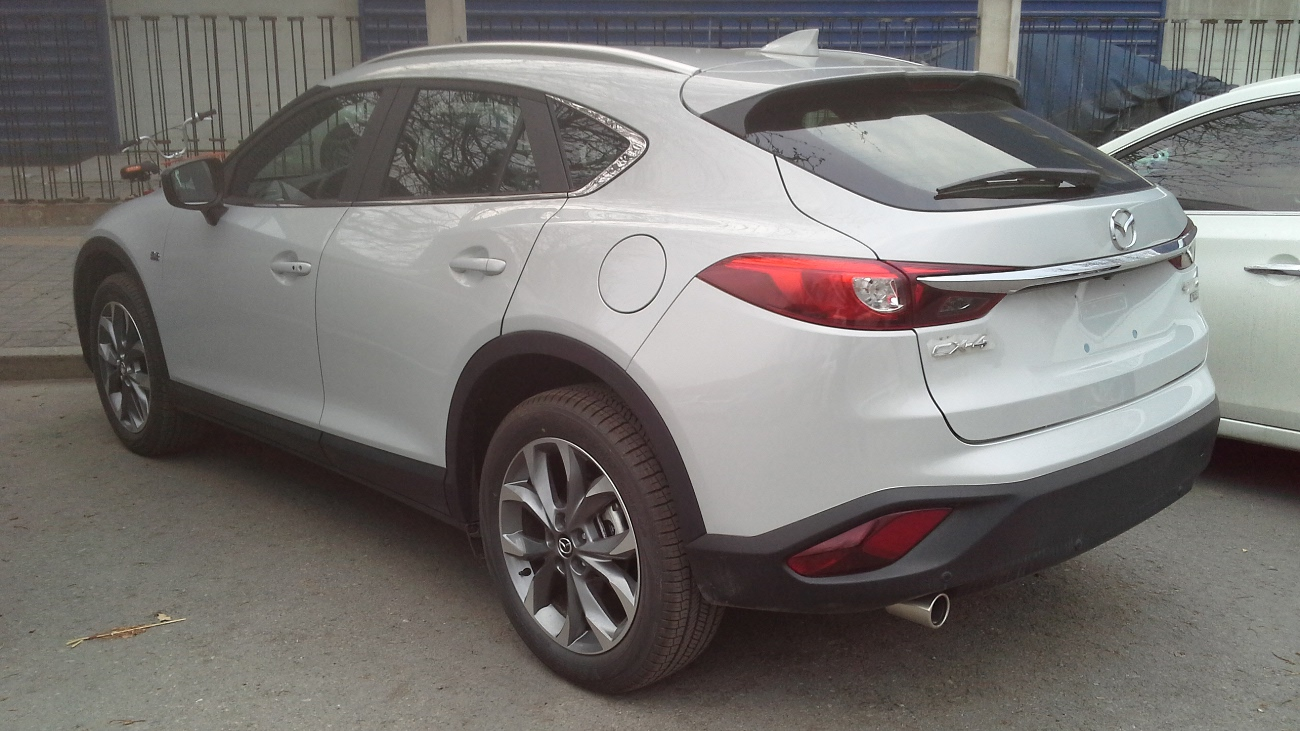
نمای پشتی